# 班伯萊克 (新澤西州)
班伯萊克（英語：Bamber Lake）是位於美國新澤西州海洋縣的非建制地區。

## 地理
班伯萊克所處的海拔為高於海平面24米（即79英呎），而該地所採用的時區為UTC-5，即北美东部时区（EST）。同時該地設有夏令時間，為UTC-5調快一小時，即UTC-4（EDT）。